# Sysinstall
Sysinstall(シスインストール)は、旧バージョンのFreeBSDで用いられていたテキストユーザインタフェースのインストールおよび設定ツール。現在は、bsdconfigが用いられている。

## 概要
Sysinstall(8) は、FreeBSD 8系統までは用いられていたが、9.0-RELEASEより bsdinstall(8) が用いられるようになった。
bsdinstall(8)で追加された機能は
- i386, AMD64 システムにおけるGPTインストール対応
- 複数ディスクにまたがるインストール
- PowerPC, SPARC64への対応
- ZFSインストールのサポート

などである。